# Kipps (film fra 1921)
Kipps er en britisk stumfilm fra 1921 af Harold M. Shaw.

## Medvirkende
- George K. Arthur som Arthur Kipps
- Edna Flugrath som  Ann Pornick
- Christine Rayner som Helen Walsingham
- Teddy Arundell som Harry Chitterlow
- Norman Thorpe som Chester Coote
- Arthur Helmore som Shelford
- John Marlborough East
- Annie Esmond